# District de Lu'nan
Le district de Lu'nan (路南区 ; pinyin : Lù'nán Qū) est une subdivision administrative de la province du Hebei en Chine. Il est placé sous la juridiction de la ville-préfecture de Tangshan.